# Alpenbock
Der Alpenbock (Rosalia alpina) ist ein Käfer aus der Familie der Bockkäfer (Cerambycidae).
Durch seinen Schutz auf europäischer Ebene ist der Alpenbock in allgemeineres Interesse gerückt. Sein Bild erscheint in verschiedenen Ländern auf Briefmarken und als Logo von Zeitschriften und Naturparks.

## Bemerkungen zum Namen
Die wissenschaftliche Erstbeschreibung des Alpenbocks erfolgte 1758 durch Linné in der berühmten 10. Auflage seiner Systema naturae unter dem Namen Cerambyx alpinus. Linné unterscheidet zu dieser Zeit nur drei Gattungen der Bockkäfer. Die Gattung Necydalis mit kurzflügligen Arten stellt er neben die Kurzflügler, die Gattung Leptura umfasst die Arten, deren Flügeldecken sich nach hinten verengen, die Arten mit parallelen Flügeldecken fasst er unter der Gattung Cerambyx zusammen und stellt sie vor Leptura. Seine Beschreibung von Cerambyx alpinus schließt Linné mit den Worten Habitat in Helvetia (lat. lebt in der Schweiz). Dies erklärt den Artnamen „alpinus“ (lat. auf den Alpen lebend) und den deutschen Namen Alpenbock. Das Vorkommen der Art ist jedoch nicht auf hohe Lagen beschränkt. Außerdem weist Linné auf ältere Abbildungen des Alpenbocks hin.
Beim Gattungsnamen Rosalia handelt es sich um einen weiblichen Vornamen. Mulsant bemerkt dazu, dass Geoffroy Cerambyx alpinus mit diesem Namen bedacht hat. Der Name wird 1833 von Serville als Gattungsname übernommen.
In Europa ist die Gattung Rosalia nur mit dem Alpenbock vertreten, weltweit werden sechs Arten der Gattung zugerechnet.

## Merkmale
Der Käfer gehört mit gewöhnlich fast drei Zentimetern Körperlänge zu den größeren Bockkäfern, seine Länge variiert zwischen 18 und 38 Millimetern. Die Männchen sind durchschnittlich kleiner als die Weibchen.
Beim Männchen überragen die Fühler das Hinterende der Flügeldecke bei weitem, beim Weibchen erreichen sie dieses knapp. An den mittleren der elf Fühlerglieder befinden sich schwarze Haarbüschel, beim Männchen am dritten bis sechsten, beim Weibchen am dritten bis achten Glied. Dadurch erscheinen die entsprechenden Fühlergelenke schwarz verdickt. Die Facettenaugen liegen der Einlenkungsstelle der Fühler von hinten an und umschließen diese nierenförmig etwa zur Hälfte.
Der Halsschild trägt beiderseits einen stumpfen Stachel und ist in der Mitte am breitesten, etwas breiter als der Kopf und deutlich schmäler als die Flügeldecken. Diese sind lang und überall gleich breit und enden in einen abgeflachten Halbkreis. Die Beine sind ungewöhnlich groß und kräftig und ermöglichen ein gewandtes Klettern.
Der Käfer ist durch seine Zeichnung unverwechselbar. Der größte Teil des Körpers erscheint blau, was auf eine nur bei Vergrößerung erkennbare sehr feine und dichte Behaarung zurückzuführen ist. Die Farbe der Behaarung variiert von einem tiefen Himmelblau über ein helles Grau bis zu einem hellen Blauviolett. Die Körperteile ohne Behaarung sind samtig Schwarz. Diese Farbe kommt an den Gelenken der Beine und Fühler, einem Fleck auf dem Halsschild und der Zeichnung der Flügeldecken zum Vorschein. Diese Flügeldeckenzeichnung variiert außerordentlich. Im typischen Fall liegen auf jeder Flügeldecke drei Flecke. Die Flecke im vorderen Flügeldrittel liegen am Außenrand der Flügeldecken, die im hinteren Flügeldrittel sind kleiner und sind der Flügeldeckennaht genähert, die Flecken in der Flügelmitte sind zu einem breiten stumpf gezackten Band verschmolzen. Im sehr seltenen Fall kann das Tier auch ganz blau oder ganz schwarz sein.

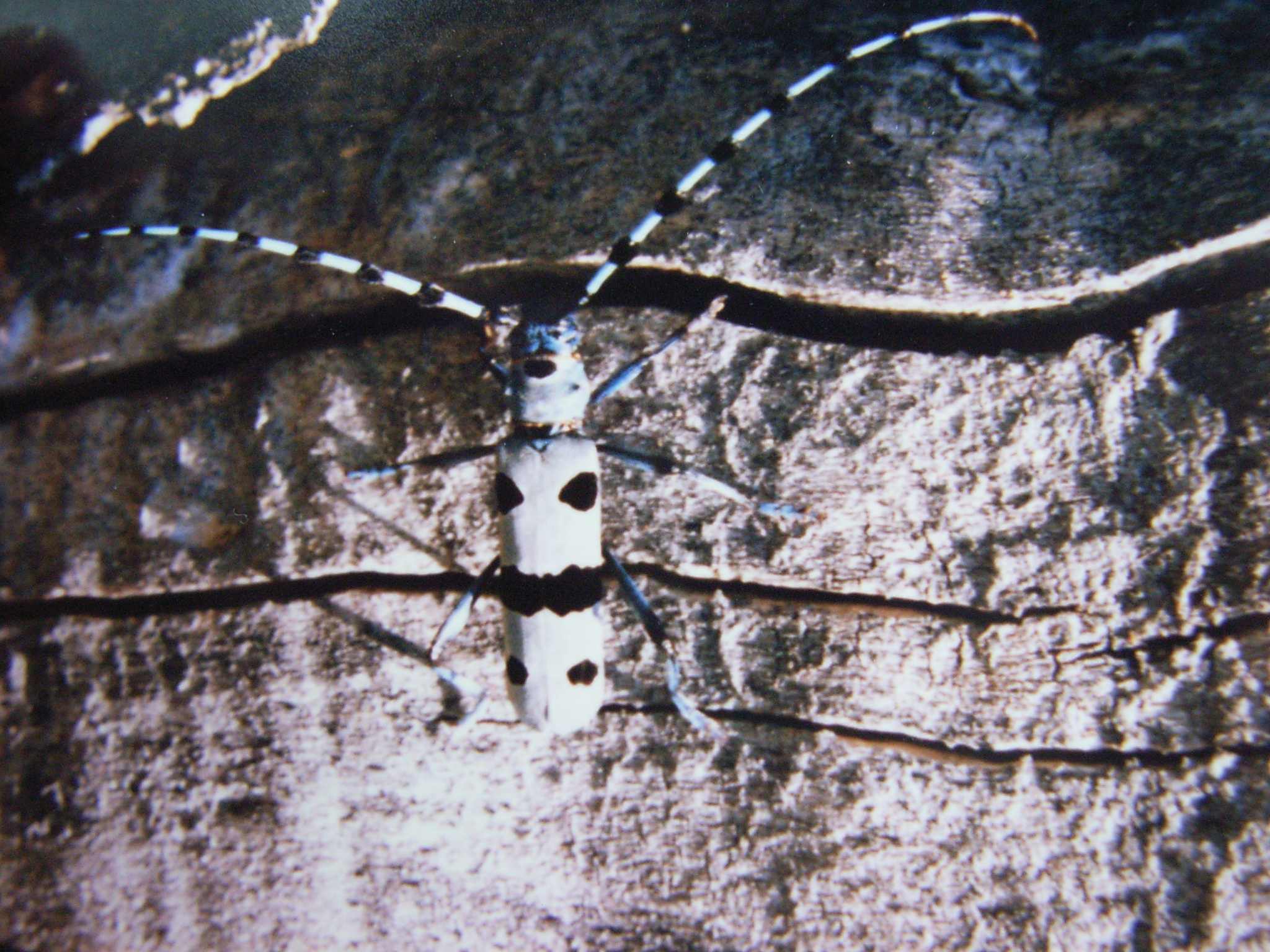
Bild 1: Tarnung
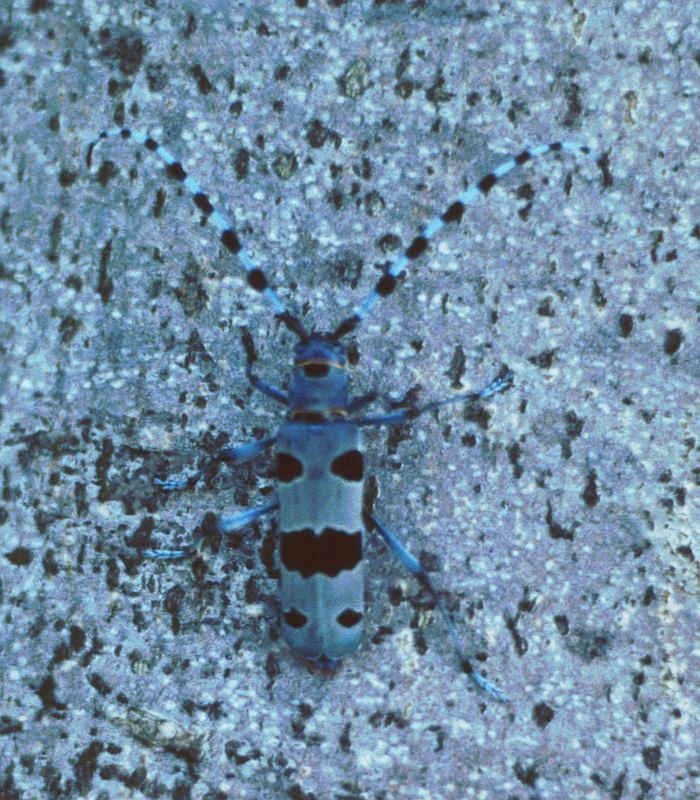
Bild 2: Tarnung
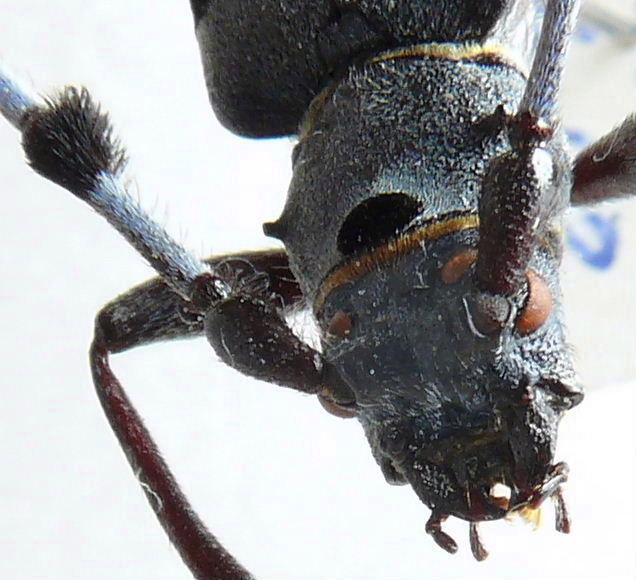
Bild 3: Kopf ♂
- 4 Video: Paarung
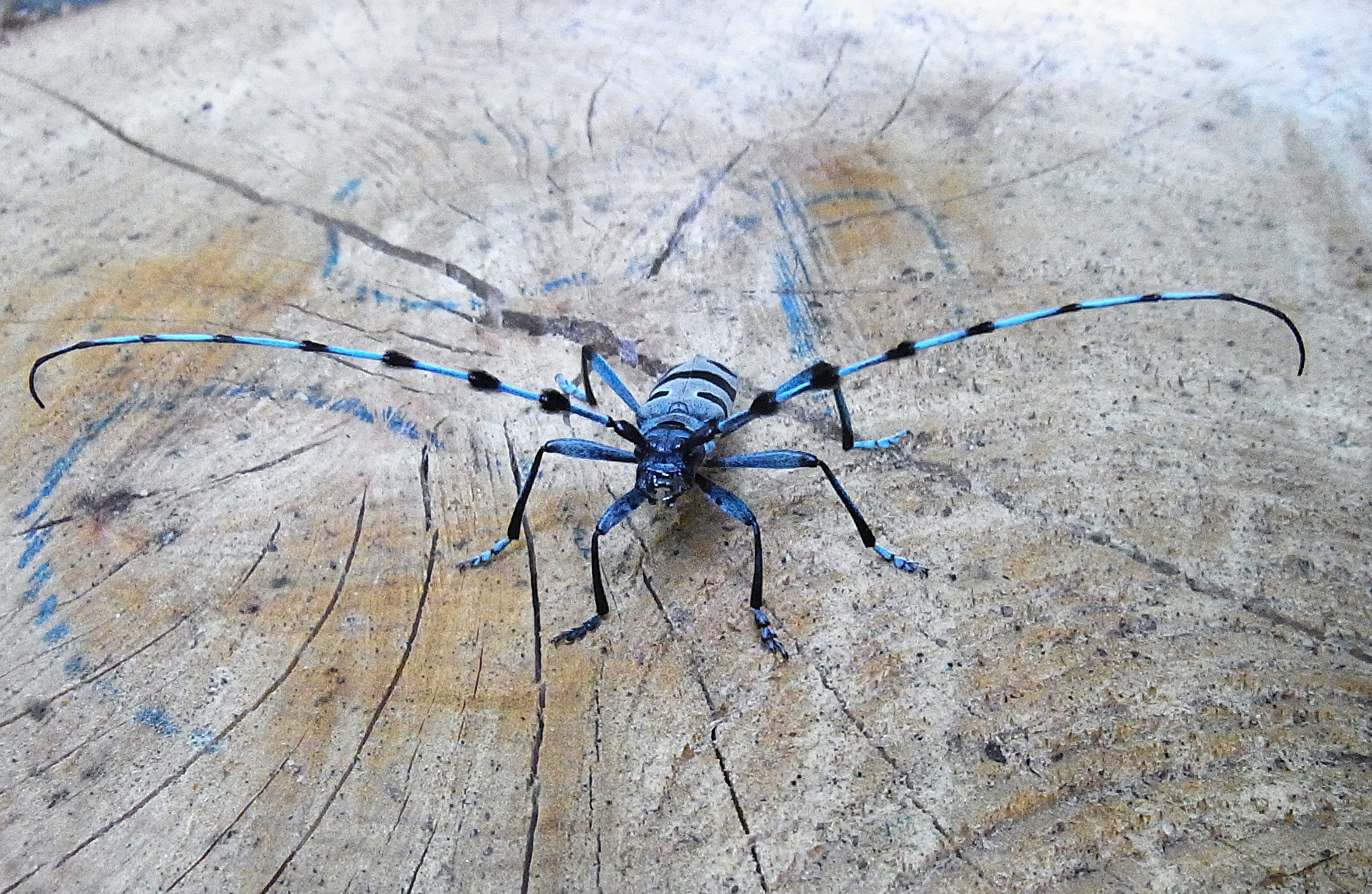
Bild 5: ♂ von vorn

## Verhalten
Die Käfer erscheinen in höheren Lagen erst Anfang Juli, die Männchen einige Tage vor den Weibchen. Sie zeigen sich bei gutem Wetter zur warmen Tageszeit flugfreudig. Die Entfernungen bei solchen Erkundungsflügen liegen im Bereich von einem Kilometer.
Wenn frischgeschlagene Buchenholzstämme oder Brennholzklafter mit Buchenholz in der Nähe sind, wird der Käfer durch diese angezogen. Andernfalls wird der besonnte untere Stammteil eines möglichen Brutbaumes angeflogen. Dort verharren die Käfer kurz, dann erkunden sie krabbelnd die nähere Umgebung. Sie entscheiden sich für eine Warte, wo sie gut getarnt sind und einen weiten Überblick haben. Dort bleiben sie bewegungslos sitzen, nur die Fühler prüfen die Luft mit bedächtigen Bewegungen auf Gerüche. Oft kann man einen Käfer am folgenden Tag in gleicher Haltung an gleicher Stelle antreffen. Ein guter Brutbaum bietet Platz für mehrere Reviere.
Nähert sich ein konkurrierendes Männchen, so stürmt der Revierbesitzer darauf zu und schlägt es in die Flucht, wobei es den Rivalen bis zur Reviergrenze verfolgt. Die Käfer fliehen bei Gefahr hastig nach oben und retten sich ins Geäst, bei ausreichender Höhe lassen sie sich auch fallen, öffnen beim Fall die Flügel und starten durch. In Bodennähe lassen sie sich ebenfalls fallen und verkriechen sich blitzschnell im Bodenstreu.
Wenn ein Weibchen anfliegt, nähert sich das Männchen und folgt dem Weibchen, bis dies in die Paarung einwilligt. Fliegt das Weibchen weg, folgt das Männchen in der Regel nicht. Die Paarung dauert etwa eine Stunde. Danach hält sich das Männchen noch einige Zeit in der Nähe des Weibchens auf, um andere Männchen abzuwehren.
Gegen Abend und bei schlechtem Wetter ziehen sich die Tiere in die Baumkronen oder in die Höhlungen des Baums zurück.
Bei der Eiablage selbst trifft man das Weibchen gewöhnlich allein an. Dabei sitzt es ruhig auf dem Holz, nur die ausgestülpte Hinterleibsspitze tastet den Untergrund nach Verletzungen der Rinde oder Risse im Holz ab. Findet sich dabei eine Ritze, so dringt der Legeapparat an der Hinterleibsspitze bis zu vier Zentimeter ins Holz oder unter die Rinde vor. Die Eier werden gewöhnlich einzeln abgelegt. Dabei sind die Fühler nach hinten angelegt. Anschließend setzt das Tier an einem anderen Ort diese Tätigkeit fort.
Die adulten Käfer werden nur etwa zehn Tage alt, nach anderen Angaben drei bis sechs Wochen. Ab Mitte August trifft man nur noch vereinzelt Tiere an. Die Eier werden an besonnten Stellen im unteren Stammbereich des Brutbaumes oder bei hohlen Stämmen auch im Stamminnern, gelegentlich auch im Kronenbereich abgelegt, auf jeden Fall jedoch an Stellen, an denen das Holz im Absterben begriffen ist. Die aus dem Ei geschlüpfte Larve frisst im Bereich des austrocknenden Holzes weiter, später dringt sie ins Totholz ein (saproxylophag). Nach gewöhnlich drei bis vier Jahren nähert sich der Fraßgang wieder der Holzoberfläche. Die Larve baut eine Puppenwiege, nagt sich einen Ausgang, verstopft ihn dann wieder und verpuppt sich anschließend. Bald nach dem Schlüpfen verbreitert der Käfer die vorbereitete Öffnung zu einem flachen Oval (Breite zu Länge = 5:8), sechs bis elf Millimeter lang und vier bis acht Millimeter breit und in Längsfaserrichtung – und zwängt sich ins Freie. Das helle charakteristische Ausschlupfloch (Bild 6 rechts) zeichnet sich auf der dunklen Umgebung deutlich ab und wird auch zum Monitoring der Käfer verwendet.
Über die Nahrung des adulten Tieres gibt es widersprüchliche Angaben. Es soll überhaupt nichts fressen, oder Blätter des Brutbaums nagen und austretenden Baumsaft trinken, keine Blüten fressen oder auf Doldenblütlern Pollen fressen. Eventuell lassen sich diese scheinbaren Widersprüche durch Rassenbildung erklären.

Bild 6: Schlupf aus totem Ahorn
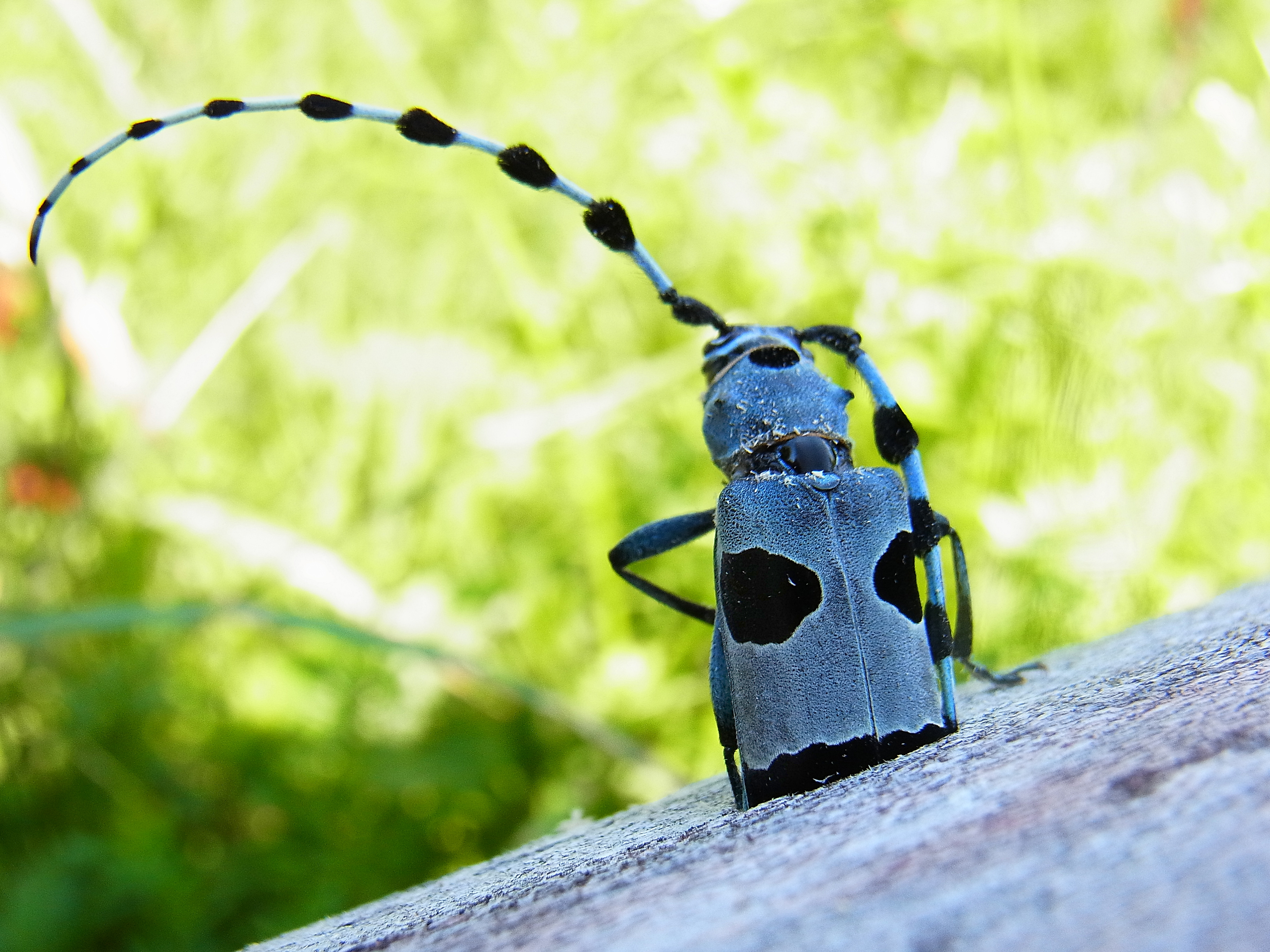
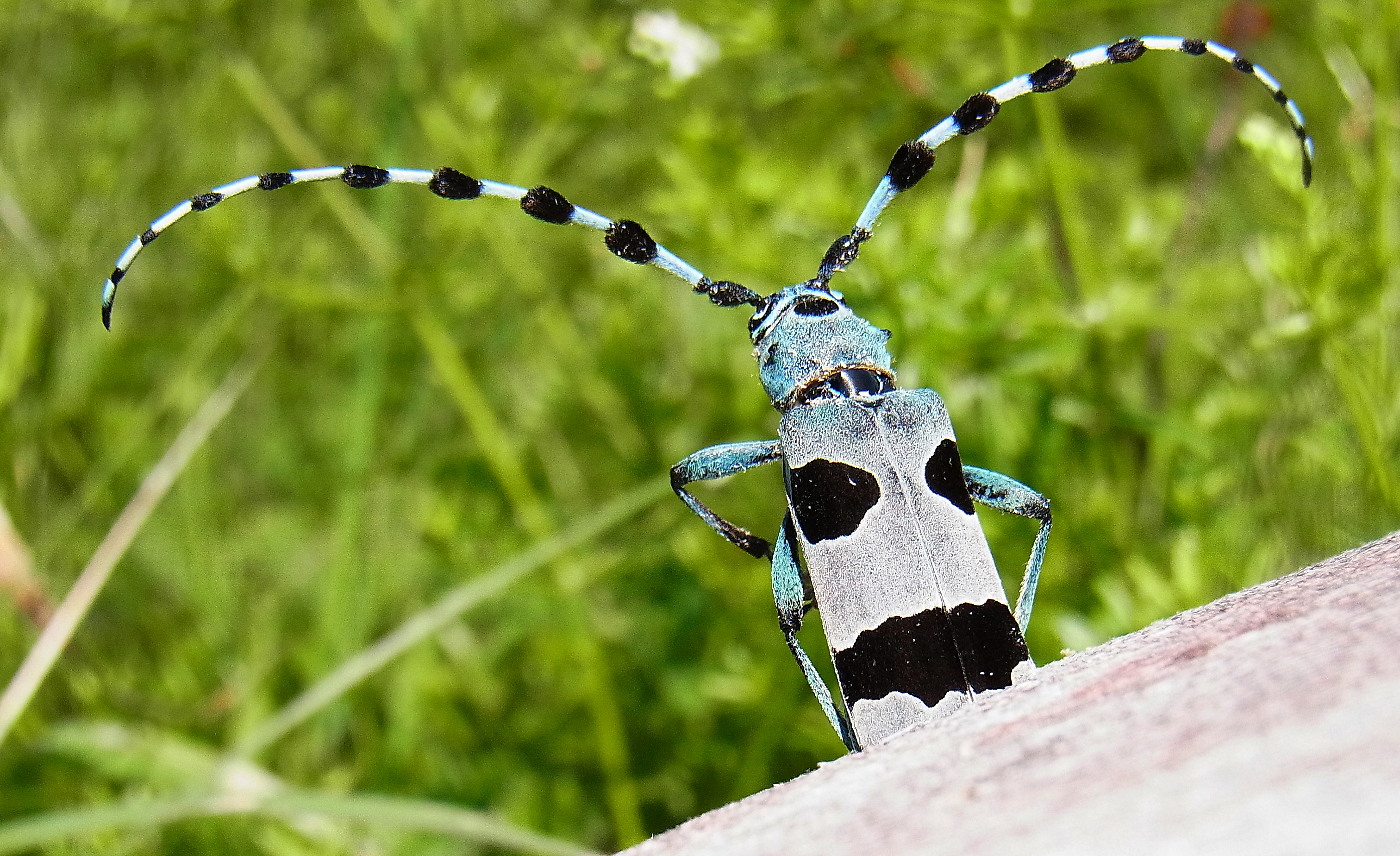
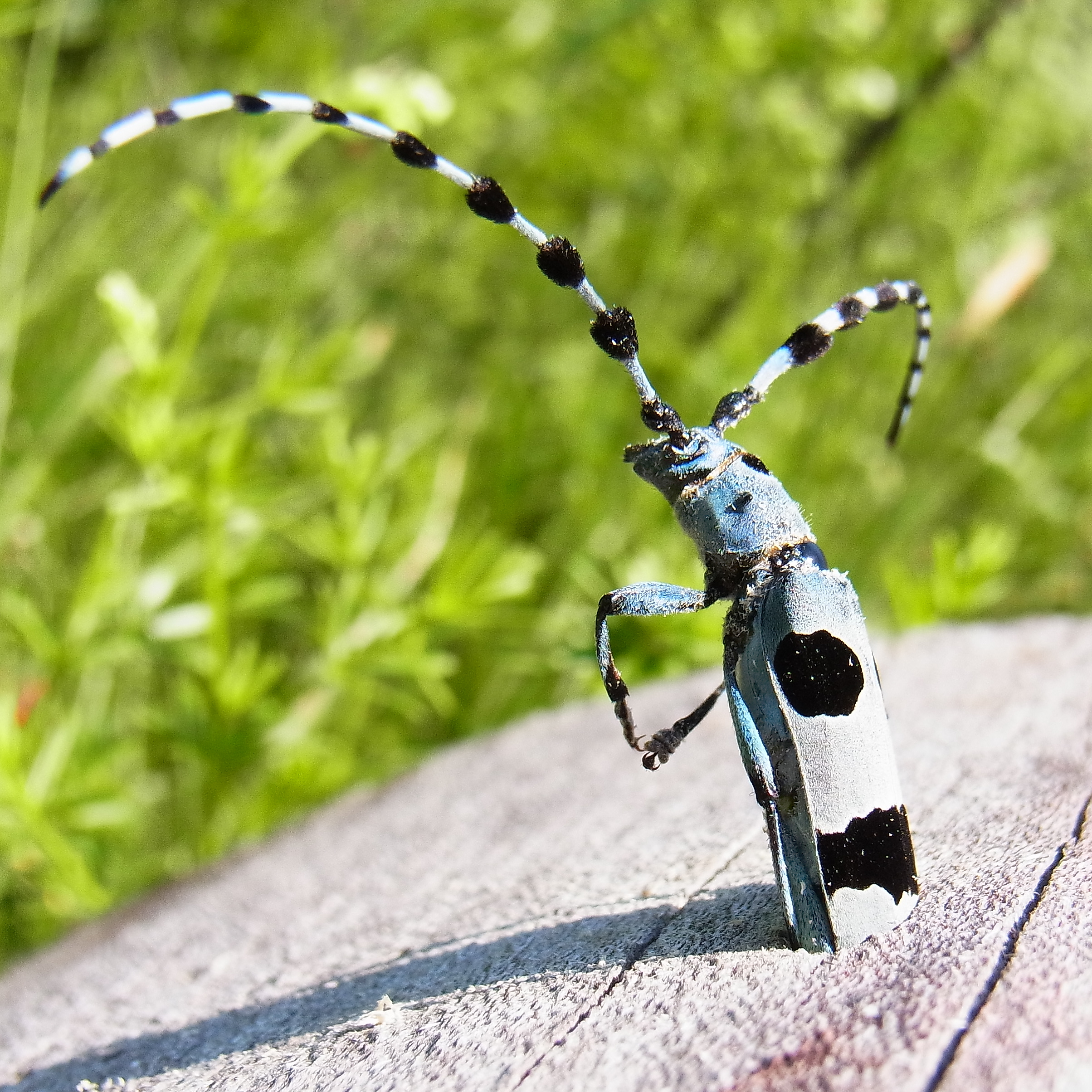
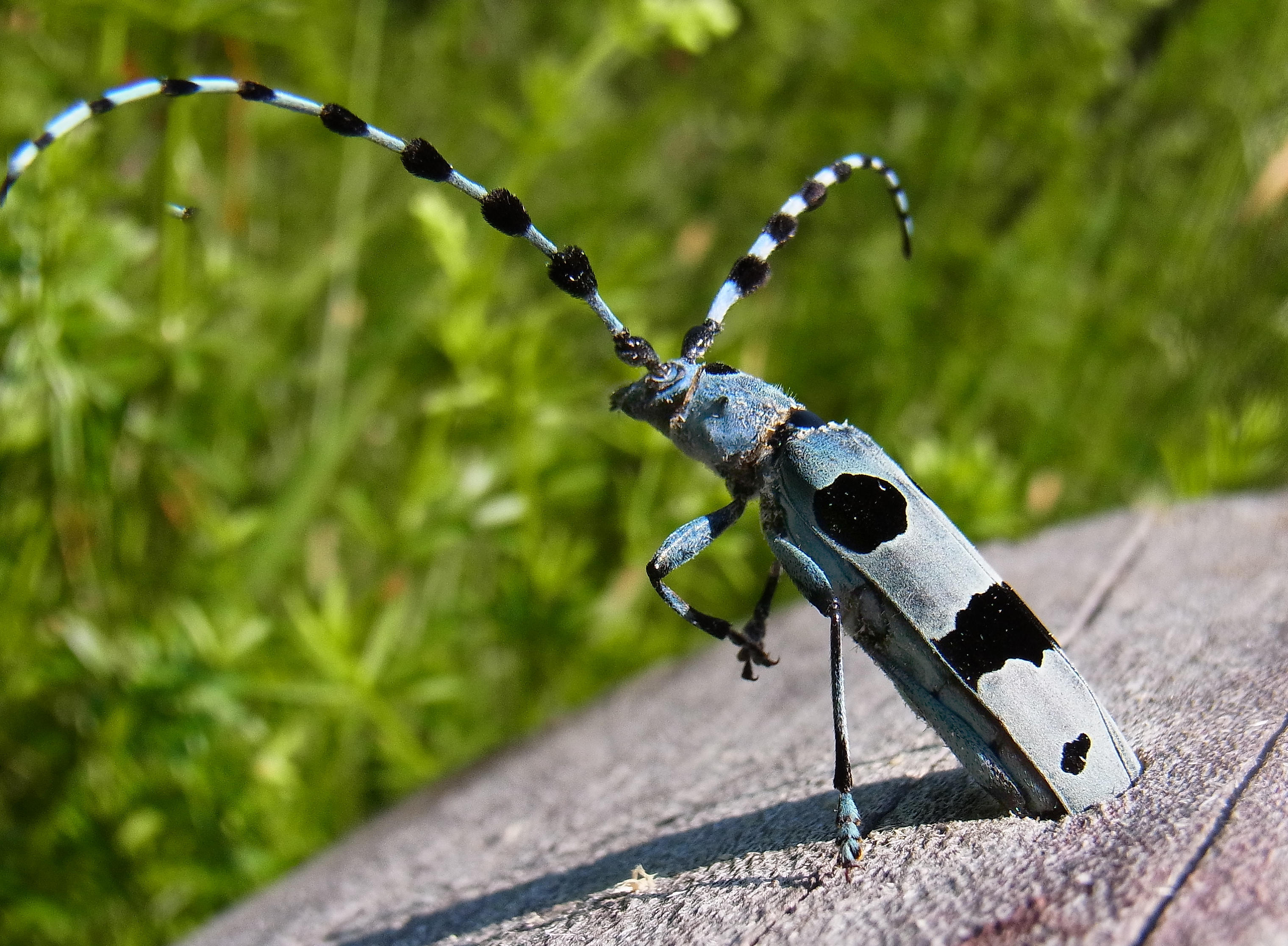
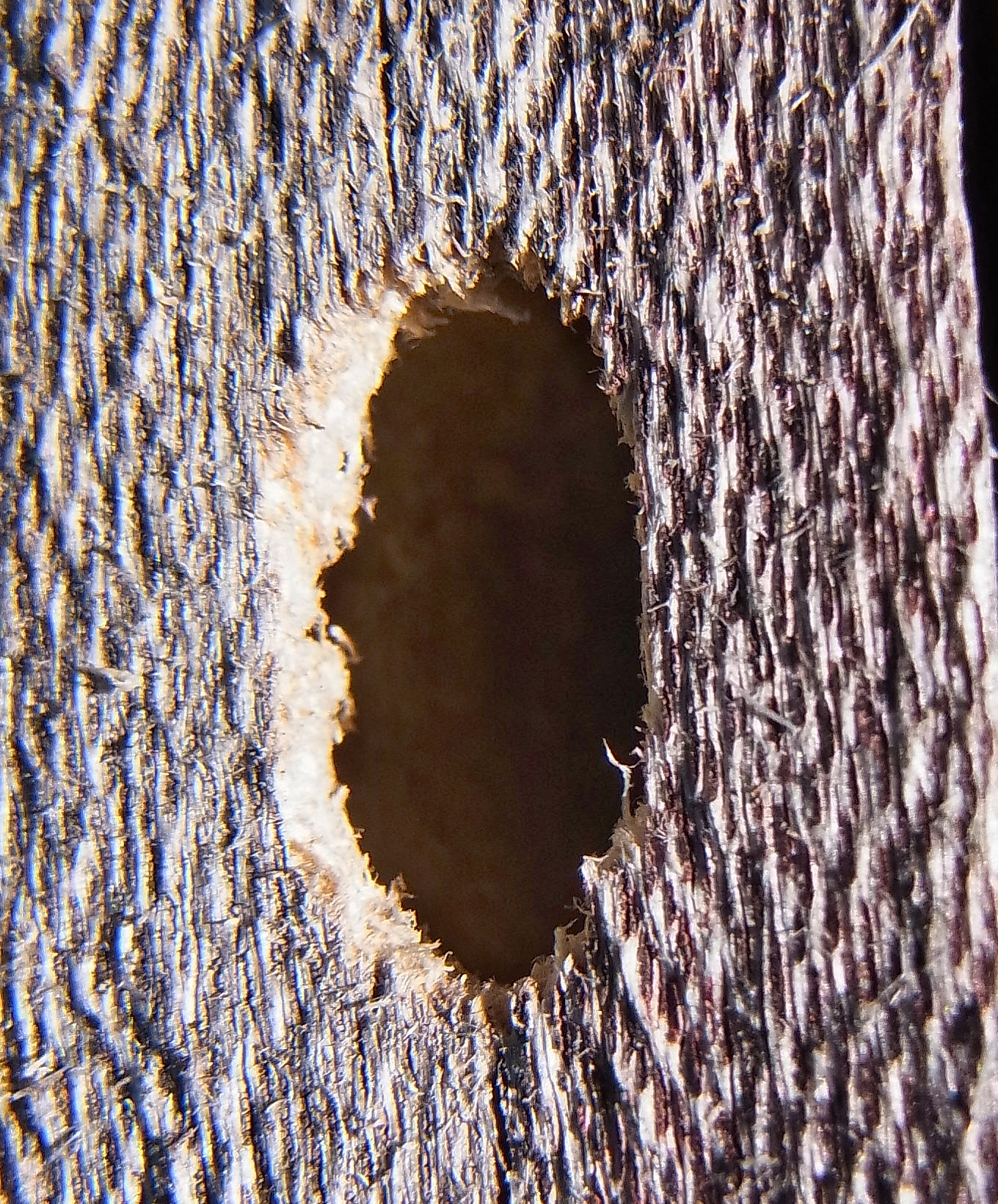
Schlupfloch

## Vorkommen
Bei der Namensgebung 1758 lag Linné Material aus den Alpen vor, so ist der lateinische Name alpina verständlich.
Der Alpenbock kommt zum einen in den Kalkalpen und deren Vorland vor. Man findet die Tiere dort im Buchengürtel, also in der Höhenlage, in der bei natürlichem Bewuchs die Buche die vorherrschende Baumart ist. An Südhängen liegt dieser Gürtel ca. 1000–1300 m hoch, an Nordhängen tiefer. In südlicheren Ländern kann die Buche jedoch höher steigen. Deswegen findet sich häufig für den Käfer die Höhenangabe über 700 m. Die Käfer finden sich jedoch nicht im geschlossenen Buchenwald, sondern an exponiert stehenden, durch Schneebruch, Blitz- oder Steinschlag deutlich geschädigten (anbrüchigen) Buchen, die teilweise oder ganz abgestorben sind. Das Holz solcher Bäume ist häufig durch Pilzbefall geschwärzt. In stark beweideten Bergregionen sind solche Bäume häufiger, da durch die Beweidung kein Jungwald aufkommen kann. Da sich die charakteristischen Ausschlupflöcher auf dem geschwärzten Holz deutlich abzeichnen, sind solche Buchen leicht als Brutbäume erkennbar. Ausnahmsweise werden auch andere Bäume angenommen, am häufigsten Bergahorn.
Man nimmt an, dass der Alpenbock als Glazialrelikt ursprünglich ein zusammenhängendes Verbreitungsgebiet hatte. Spätestens während der Erwärmung nach der letzten Eiszeit zerfiel dieses Gebiet in verschiedene Teilgebiete und der Käfer wurde in die Alpen und in die kühleren Gipfellagen der Mittelgebirge zurückgedrängt. Während er in den Alpen mit dem Buchengürtel in größere Höhen ausweichen konnte, war diese Möglichkeit in den anderen Verbreitungsgebieten beschränkt gegeben. Auf der Schwäbischen Alb in Süddeutschland z. B. kommt der Alpenbock noch an wenigen Stellen hauptsächlich an den Steilhängen des Donautals vor. Dort ist auch eine alpine Reliktflora anzutreffen. Auch hier entwickelt er sich fast ausschließlich in anbrüchigen Buchen, die der Sonne ausgesetzt sind. Der gleichen Isolierung auf Höhenlagen begegnen wir auch im ungarischen Bergland. Dort kommt der Alpenbock südlich im Mecsek vor, und nördlich durchgehend in der Bergkette, die vom Bakony, Vértes, Dunazug, Mátra, Bück und Zemplén gebildet wird. Die einzelnen Züge der Kette liegen hier jedoch teilweise recht niedrig. Auch aus dem Naturschutzgebiet Hügelland von Szekszárd wird der Käfer gemeldet, und dort ist die höchste Erhebung 285 m. Auch hier benutzt der Käfer fast ausschließlich exponierte und zumindest teilweise im Absterben begriffene Buchen als Brutbaum.
Mit dem Käfer befallenes Holz kann auf natürliche Weise (Bergrutsch, Überschwemmung, über Wasserläufe) bis in die Ebene gelangen und der Käfer so in neue Gebiete transportiert werden. Beim Holzhandel durch den Menschen ist dies kein Ausnahmefall mehr. Solche verschleppten Tiere können sogar neue Populationen bilden. Adolf Horion (1974) erklärt Einzelfunde und vorübergehende Ansiedlungen in Mittel- und Norddeutschland auf diese Art. Bleibende Neuansiedlungen müssen sich der neuen Umgebung anpassen. Auch bei Anwesenheit von Buchen werden auch andere Laubhölzer als Brutbäume benutzt. So werden bei einer spanischen Population Linden als (Regel-)Brutbäume angegeben. In Frankreich kommt der Käfer in der Ebene, selbst in Feuchtgebieten vor. Er ist zum Beispiel in den in Natura 2000 ausgewiesenen Gebieten Marais de Rochefort mit einer maximalen Höhe von 10 m und an der Loiremündung mit einer maximalen Erhebung von 6 m nicht selten. Dort sind die Brutbäume Eschen, Erlen und Weiden u. a.
Der Käfer kommt also von Meereshöhe bis über 1600 m in vielen getrennten Populationen vor. Diese Gebiete liegen in Spanien, Frankreich, Italien, den Alpenländern und reichen östlich bis Griechenland, Schwarzes Meer, Südural. Die Nordgrenze verläuft durch Frankreich, Süddeutschland, Österreich, Tschechien und Polen. Im Süden kommt der Käfer auf Korsika, Süditalien und dem Peloponnes vor, gelegentlich wird auch Nordafrika genannt. Der Bestand geht jedoch überall stark zurück. Früher kam der Alpenbock auch in Skandinavien vor, heute gilt er dort als ausgestorben.

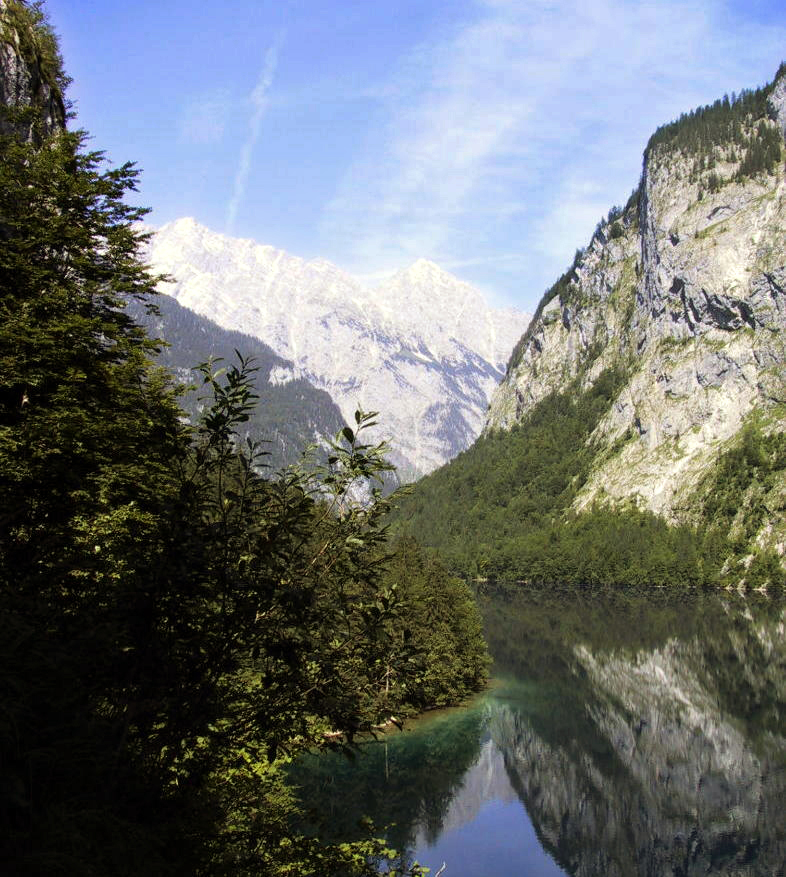
Bild 7: Subalpiner Lebensraum
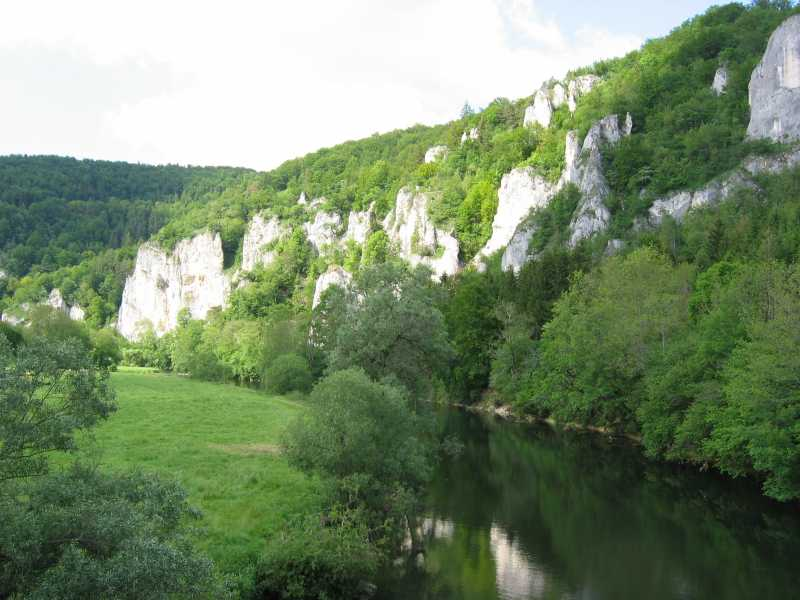
Bild 8: Lebensraum Mittelgebirge
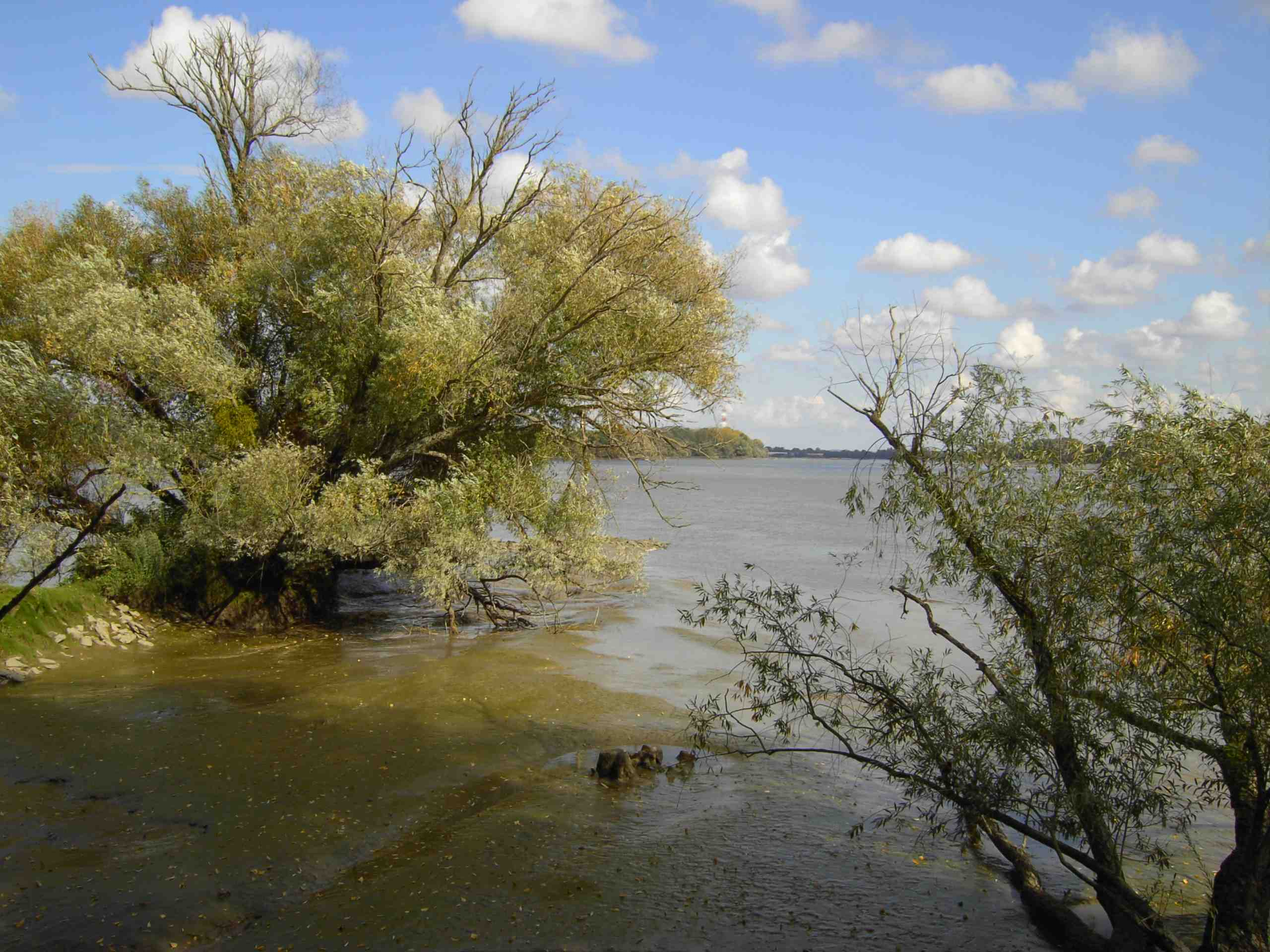
Bild 9: Lebensraum Ebene
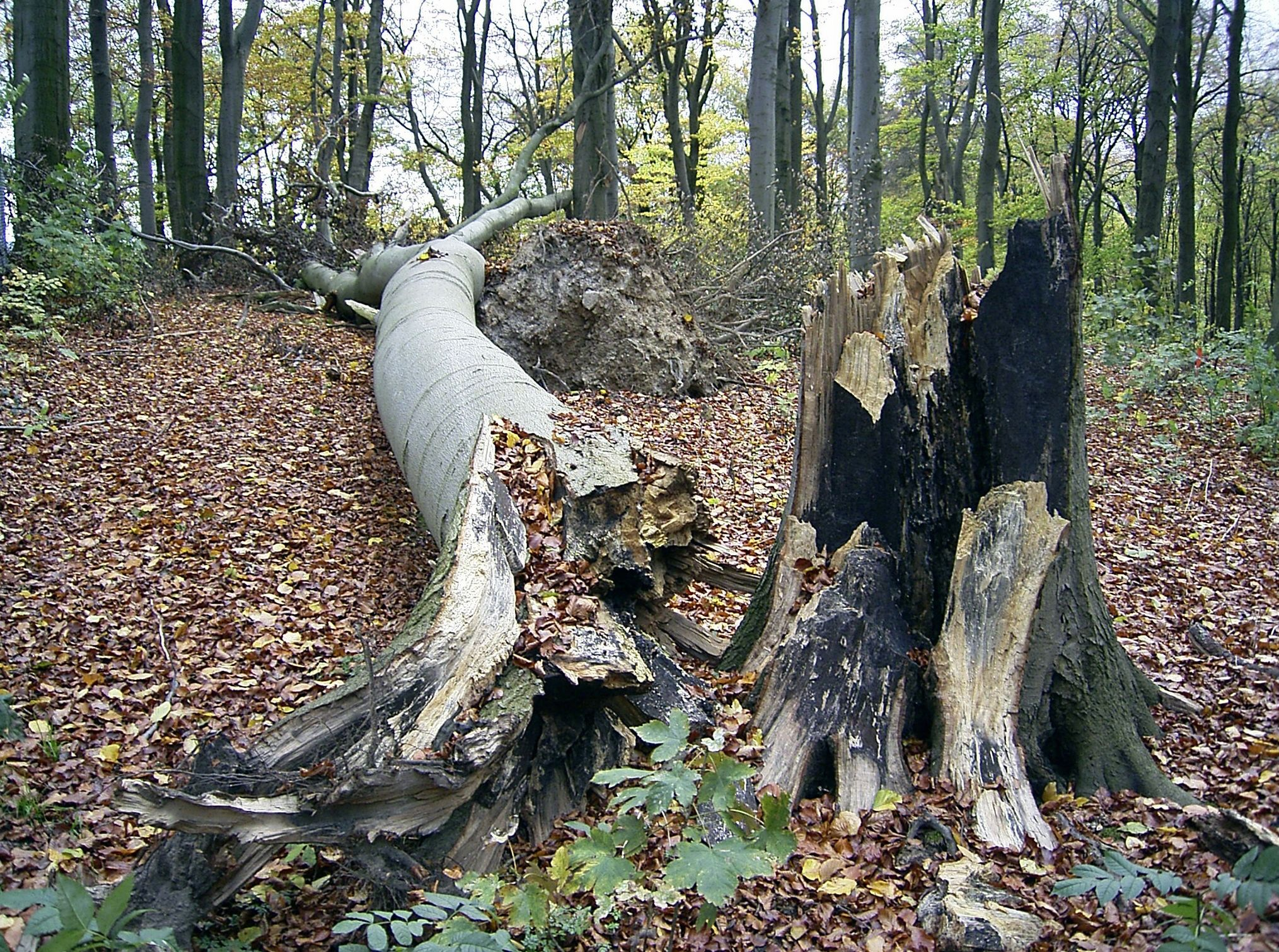
Bild 10: Schwärzung durch Pilzbefall
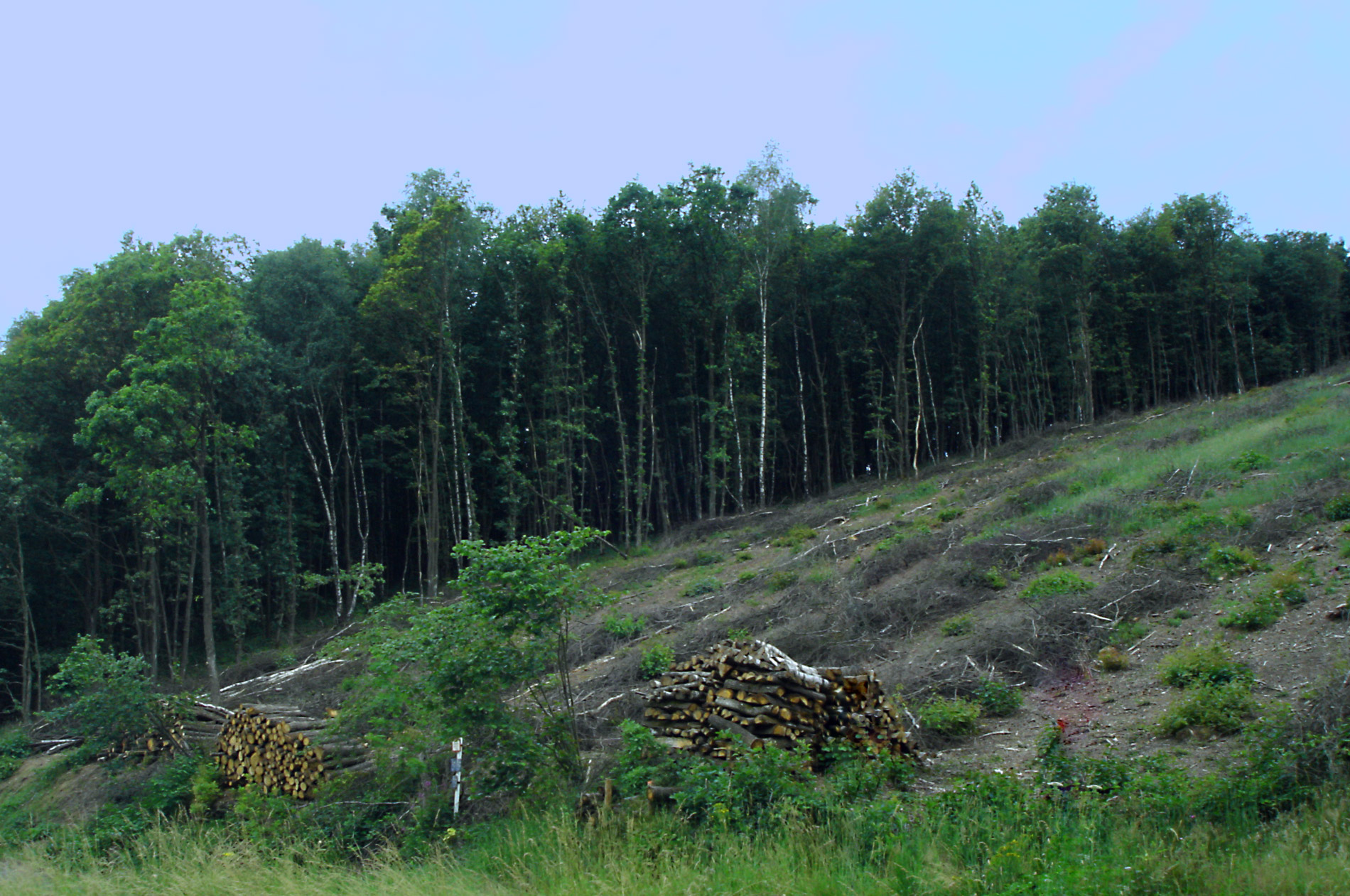
Bild 11: Bewirtschaftung des Waldes

## Gefährdung und Schutz

### Status
Über die Berner Konvention des Europarats, dem Übereinkommen über die Erhaltung der europäischen wildlebenden Pflanzen und Tiere und ihrer Lebensräume, ist die Art gemäß Appendix II europaweit geschützt. Mit der Umsetzung dieses multinationalen Vertrags in der allgemein FFH-Richtlinie genannten Richtlinie 92/43/EWG der Europäischen Union vom 21. Mai 1992 genießt der Alpenbock doppelten und übernationalen Schutz:
- im Anhang II wird er als Tierart von gemeinschaftlichem Interesse aufgelistet, für deren Erhaltung besondere Schutzgebiete ausgewiesen werden müssen. Das Projekt Natura 2000 dient diesem Zweck und ist als Schutzgebietsnetzwerk zu verstehen.
- Im Anhang IV wird der Alpenbock als streng geschützte Art von allgemeinem Interesse aufgeführt.

Zumindest in den Alpenländern steht der Alpenbock schon seit langem unter Naturschutz, z. B. in Deutschland seit 1936. Heute ist er in allen betroffenen Ländern durch die Landesnaturschutzgesetze geschützt.
Die Gefährdungssituation wird in verschiedenen Roten Listen festgehalten. Die Weltnaturschutzorganisation IUCN stellt den Weltbestand in der Ausgabe 2009 der Roten Liste der gefährdeten Arten in die Kategorie gefährdet („Vulnerable“). In Deutschland wird die Art in der Roten Liste gefährdeter Arten Deutschlands wie auch in Bayern unter der Kategorie 2 (stark gefährdet) geführt. In den Bundesländern Brandenburg, Sachsen-Anhalt und Thüringen gilt sie als ausgestorben oder verschollen.

### Ursachen
Für die Gefährdung werden fünf Gründe genannt:
- Die Weibchen bevorzugen zur Eiablage frisch gefällte Stämme und Holzklafter (Brennholz). Wenn diese abtransportiert und weiterverarbeitet werden, kann sich der Käfer nicht entwickeln.
- Bei der derzeit noch vorherrschenden Bewirtschaftung (Bild 11) der Wälder werden die potenziellen Brutbäume beseitigt.
- Ehemalige Weideflächen wachsen zu und die darauf befindlichen Brutbäume werden dadurch unbrauchbar.
- Bleibt ausnahmsweise Totholz in beschatteter Lage liegen, so verhindert der durch Feuchtigkeit begünstigte Befall durch Saprophyten die Entwicklung der Larven.
- Die Weibchen lassen sich von den Pheromonfallen für Borkenkäfer ebenfalls anlocken und werden dadurch daran gehindert, für die Eiablage geeignete Brutbäume zu wählen.

### Maßnahmen
Die Art kann nur durch Biotopschutz in ihrem Bestand erhalten werden.
- Der weitreichendste Schutz wäre, ganze Bergzüge wieder auf traditionelle Bewirtschaftung mit Beweidung der Gipfellagen zurückzuführen. Trassenführung beim Straßenbau, Landwirtschaftliche Erschließung und Ausweisung neuer Baugebiete haben die Lebensräume des Käfers zu respektieren. Hier schaffen die EU-Richtlinien einen deutlichen politischen Druck.
- Dem einzelnen Waldbesitzer wird empfohlen, die Holzentnahme auf Zeiträume zu beschränken, in denen das Weibchen das geschlagene Holz nicht mit Eiern belegen kann (September bis Juli), oder es zumindest schattig zu lagern. Absterbende Bäume oder aufrechtstehendes Holz nach Sturmschäden sollen im Wald verbleiben.
- Die Eidgenössische Forschungsanstalt WSL hat in Versuchsreihen herausgefunden, dass als Nisthilfen senkrecht aufgestellte Buchenstämme von zwei bis drei Metern Höhe und mindestens 30 Zentimetern Dicke in sonniger Lage von den Weibchen am liebsten angenommen werden und auch zu Bruterfolg führen.[17] Solche Nisthilfen könnte jeder Naturschutzverein, selbst Landwirte oder Gartenbesitzer als Einzelpersonen aufstellen. Natürlich ist dies nur möglich, wenn es in der Gegend noch Alpenböcke gibt oder auf andere Art sichergestellt wird, dass die Bäume mit Eiern belegt werden.